# 裴維侒
裴維侒（1855年—？），字韻珊，又号云杉，号君復，河南祥符（今河南省開封市）人，清朝政治人物。
光緒元年（1875年）舉人，光緒六年（1880年）進士，同年五月，改翰林院庶吉士。光緒七年，授翰林院編修。光緒十二年，任國史館協修官。光緒二十年，任福建道監察御史。光緒二十九年，任奉天府府丞、奉天學政。